# Hottentotta scaber
Espèce
Synonymes
- Androctonus scaber Ehrenberg, 1828
- Buthus dimidiatus Simon, 1882

Hottentotta scaber est une espèce de scorpions de la famille des Buthidae.

## Distribution
Cette espèce se rencontre en Éthiopie, en Érythrée, au Yémen et en Arabie saoudite.

## Description
Hottentotta scaber mesure de 60 à 85 mm.

## Systématique et taxinomie
Cette espèce a été décrite sous le protonyme Androctonus scaber par Ehrenberg en 1828. Elle est placée dans le genre Buthus par Karsch en 1879, dans le genre Buthotus par Pringle en 1960 puis dans le genre Hottentotta par Francke en 1985.

## Publication originale
- Hemprich & Ehrenberg, 1828 : Zoologica II. Arachnoidea. Symbolae physicae seu icones et descriptiones animalium evertebratorum sepositis insectis quae ex itinere per Africam borealem et Asiam occidentalem. Berolini, Officina Academica, (texte intégral).